# Karel Luyton
Karel Luyton   (Anvers, 1557 (Gregorià) - Praga, 2 d'agost de 1620) fou un organista i compositor flamenc.
En la seva arribada a Viena fou alumne de la capella on n'era mestre el compositor flamenc Jacobus Vaet. Restà al servei de l'emperador Rodolf II, i deixà les obres següents:
- Madrigali a cinquè voci (Venècia, 1582);
- Selectissimarum sacrarum cantionum sex vocibus (Prga, 1603);
- Opus musicum, ina Lamentationis Hieremiae prophetae (1604);
- Collectio Missarum 7 vocum (Praga, 1609);
- Popularis anni jubilaei.